# Casola in Lunigiana
Casola in Lunigiana é uma comuna italiana da região da Toscana, província de Massa-Carrara, com cerca de 1.230 habitantes. Estende-se por uma área de 42 km², tendo uma densidade populacional de 29 hab/km². Faz fronteira com Fivizzano, Giuncugnano (LU), Minucciano (LU).

## Demografia
| Variação demográfica do município entre 1861 e 2011                               |
|                                                                                   |
| Fonte: Istituto Nazionale di Statistica (ISTAT) - Elaboração gráfica da Wikipedia |